# Arenaria ciliata
Arenaria ciliata  es una especie de planta perenne herbácea perteneciente a la familia  Caryophyllaceae. 

## Descripción
A. ciliata es una especie calcícola que se encuentra en los herbazales abiertos o en zonas rocosas de áreas montañosas. 

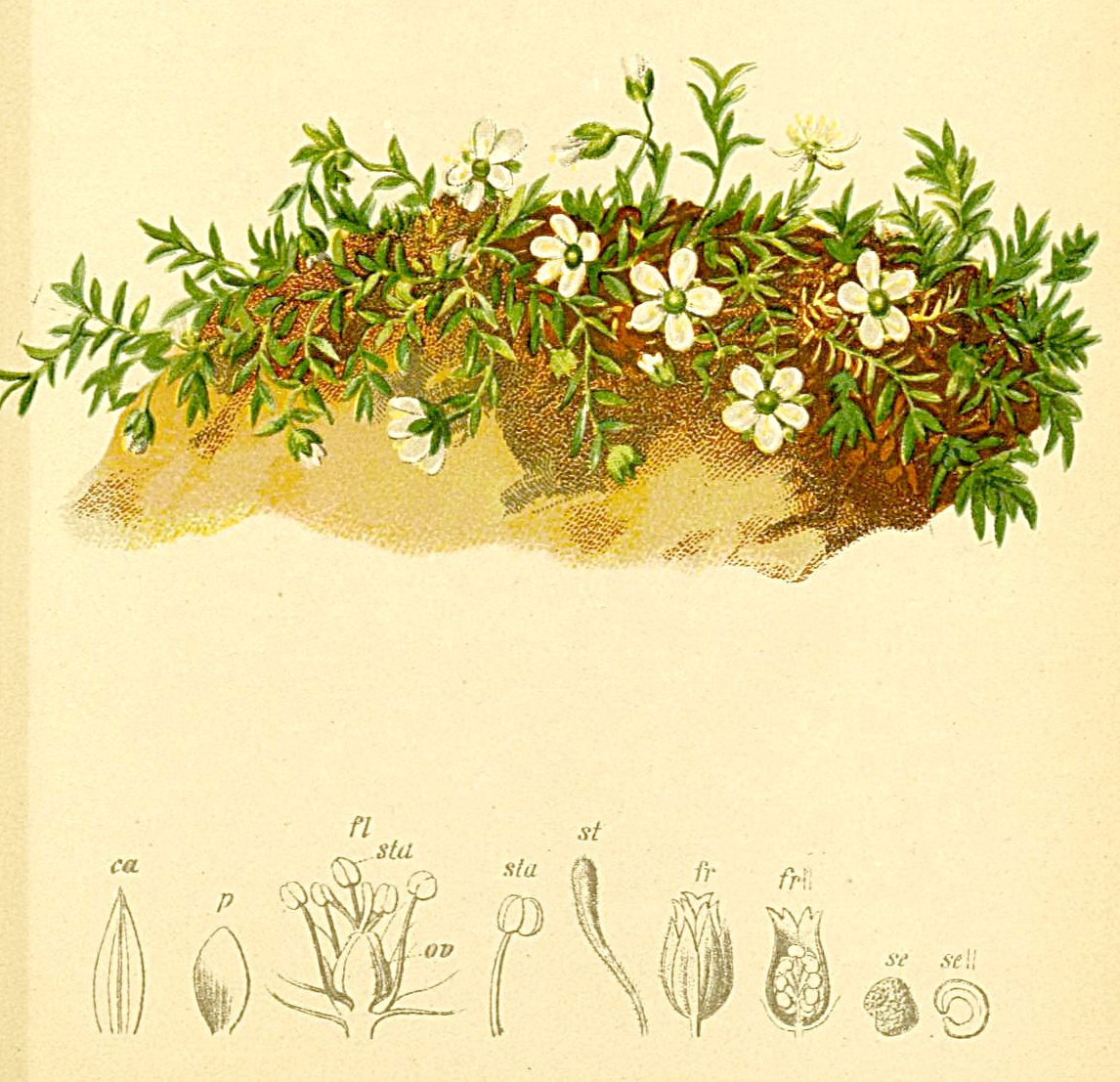
Ilustración

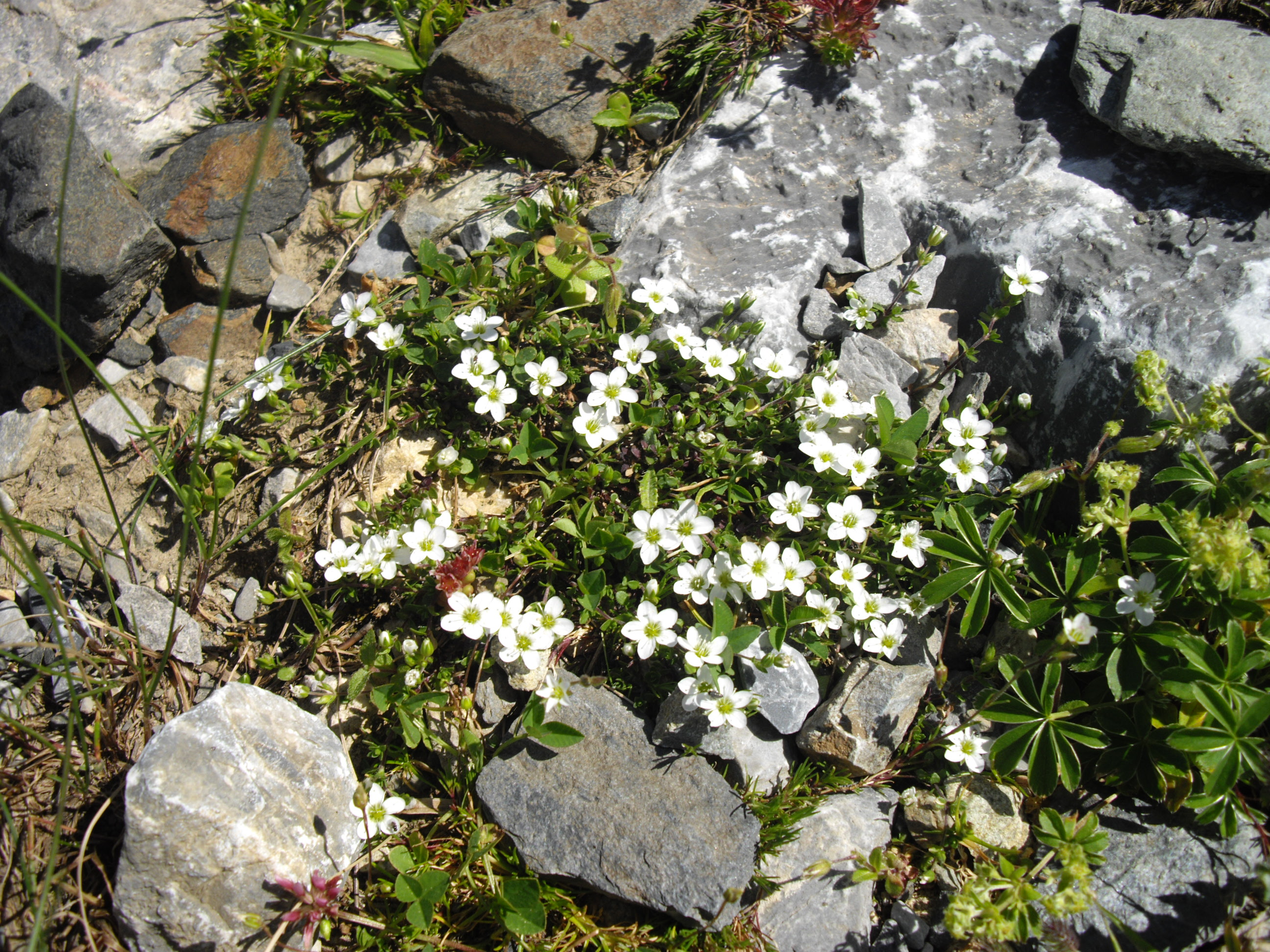
En su hábitat

## Distribución
Tiene una distribución europea con una población periférica en Groenlandia. Esta especie no es conocida de Gran Bretaña. Fue descubierto en Irlanda en 1806 donde crece en Ben Bulben Co. Sligo. Esta sigue siendo la población irlandesa única conocida. 

## Taxonomía
Arenaria ciliata fue descrita por Carlos Linneo   y publicado en Species Plantarum 1: 425. 1753.
Etimología
Arenaria: nombre genérico que deriva del término latino arenarius  = "de arena, arenoso". Adjetivo sustantivado: la planta a la que J.Bauhin dio este nombre en 1631 vive en terreno arenoso.
ciliata: epíteto latino que significa "con flecos de pelos".
Sinonimia
- Alsinanthus ciliatus (Jacq.) Desv.
- Alsine tenella (J.Gay) Torr.
- Alsinella ciliata Gray
- Arenaria ciliata subsp. bernensis Favarger
- Arenaria ciliata subsp. hibernica Ostenf. & O.C.Dahl
- Arenaria ciliata subsp. tenella (Kit.) Braun-Blanq.
- Arenaria tenella Kit.
- Greniera tenella J.Gay[4]